# Oiclus ardens
Espèce
Oiclus ardens est une espèce de scorpions de la famille des Diplocentridae.

## Répartition et habitat
Cette espèce est endémique de l'île de Basse-Terre en Guadeloupe. Elle se rencontre principalement sur le territoire de la commune de Bouillante.

## Description
La femelle holotype mesure 25,90 mm et le mâle paratype 18,80 mm, les femelles mesurent de 24,20 à 25,90 mm.

## Publication originale
- Éric Ythier, « On the genus Oiclus Simon, 1880 (Scorpiones: Diplocentridae) in Guadeloupe islands, with description of three new species », Arachnida - Rivista Aracnologica Italiana, vol. 22, pp. 17-49.